# Seebenstein
Seebenstein è un comune austriaco di 1 388 abitanti nel distretto di Neunkirchen, in Bassa Austria.

## Monumenti e luoghi d'interesse
- Castello di Seebenstein